# 长梗紫花堇菜
长梗紫花堇菜（学名：Viola faurieana）是堇菜科堇菜属的植物。分布于日本以及中国大陆的湖北、安徽、浙江、四川、江苏、福建、江西、湖南等地，生长于海拔200米至1,600米的地区，常生于山坡林缘以及草丛中，目前尚未由人工引种栽培。

## 异名
- Viola grayi auct. non Franch. et Sav.